# Animal Crossing: Let’s Go to the City
Animal Crossing: Let’s Go to the City (in den Vereinigten Staaten Animal Crossing: City Folk) ist eine 2008 veröffentlichte Lebenssimulation von Nintendo. Der Wii-Ableger der Videospielreihe Animal Crossing erschien am 20. November 2008 in Japan und am 5. Dezember 2008 in Europa.

## Spielprinzip
Zu Beginn des Spiels wird der Spieler, wie schon in Animal Crossing: Wild World, von Käpten in sein künftiges Dorf gefahren. Während der Fahrt werden einem von Olli einige Fragen gestellt, um den Namen, Stadtnamen und weitere Punkte festlegen zu können. Zum Schluss zeigt Olli einem die Karte seines Dorfes und berichtet, dass der Immobilienmarkt im Dorf boome, sodass auch der Spieler ein Haus finden werde. Er empfiehlt, zunächst das Rathaus aufzusuchen. Kurz darauf hält der Bus an der Bushaltestelle des Dorfes und der Spieler erfährt, wie die Karte zu öffnen ist.
Im Rathaus trifft der Spieler auf Pelly, der Assistentin des Bürgermeisters. Sie unterrichtet einen, dass aktuell vier freie Häuser zur Verfügung stehen, die sich in wenigen Aspekten voneinander unterscheiden. Sie zeigt einem die Häuser auf der Karte und spricht die Empfehlung aus, sie sich anzuschauen. Betritt man eines der Häuser und verlässt es wieder, begegnet man dem Immobilienmakler Tom Nook. Er fragt, ob das Haus gefalle und man es haben wolle. Bejaht man seine Frage, schenkt er dem Spieler das vorhandene Inventar, informiert einen über die Speicher-Funktion und verlangt für die Abbezahlung des Hauses 19.800 Sternis. Da der Spieler über kein Geld verfügt, bietet Tom Nook einen Aushilfsjob in seinem Laden an, den der Spieler annehmen muss. Über den Job kommt man mit den weiteren Bewohnern des Dorfes in Kontakt und bringt die Steuerung des Spiels in Erfahrung. Durch das verdiente Geld lässt sich ein Teil der Schulden zurückzahlen.
Um den restlichen Anteil der Schulden zu begleichen, stehen dem Spieler zahlreiche Möglichkeiten zur Verfügung. Er kann mithilfe einer Angel Fische im Fluss, den Seen oder im Meer angeln, mit einem Kescher Insekten jagen, Früchte von Bäumen sammeln, Handel mit Rüben treiben oder weitere Gegenstände sammeln und verkaufen. Alle Gegenstände lassen sich in Tom Nooks Laden verkaufen. Sind die 19.800 Sternis abbezahlt, schlägt Tom Nook dem Spieler eine Vergrößerung seines Hauses vor, für die ein neuer Kredit aufgenommen werden kann. Es sind zahlreiche Erweiterungen des eigenen Hauses möglich.
Neben der Abzahlung der Kredite kann der Spieler dem Museum des Dorfes dabei helfen, die Fossilien-, Insekten- und Fisch-Sammlung zu vervollständigen. Zudem besteht die Möglichkeit, in der Schneiderei neue Oberteile, Hosen, Röcke, Kleider und Kopfbedeckungen zu kaufen und sich damit individuell zu kleiden.
Als wichtiger Bestandteil des Spiels zählt die neue Großstadt, die sich über den Bus erreichen lässt. Stellt man sich an die Bushaltestelle des Dorfes, fährt Käpten mit dem Bus vorbei und bringt einen in die Einkaufsmeile. Dort stehen diverse Geschäfte zur Verfügung. Unter anderem kann sich der Spieler bei Smeralda die Zukunft wahrsagen lassen, das Theater besuchen oder Shampudels Friseursalon aufsuchen.
Über eine Internet-Verbindung mit der Nintendo Wi-Fi Connection bestand lange Zeit die Möglichkeit, andere Spieler in ihren Dörfern zu besuchen oder sich von ihnen besuchen zu lassen. Der Online-Service wurde am 20. Mai 2014 eingestellt.

## Rezeption
Animal Crossing: Let’s Go to the City erhielt international solide Wertungen. Die Rezensionsdatenbank Metacritic aggregiert 50 Rezensionen zu einem Gesamtwert von 73.
Von der Fachpresse wird insbesondere die gelungene Einbindung von WiiSpeak sowie die virtuelle Realwirtschaft des Spiels gelobt. Kritisiert werden die mangelnden Neuerungen im Vergleich zu den Vorgängern der Reihe und die Grafik des Spiels.

„Im Paradies wenig Neues: Idyllische und umfangreiche Lebenssimulation mit dezenten Neuerungen und Voice-Chat.“

### Verkaufszahlen
Laut Nintendo wurden bis Mai 2009 3,38 Millionen Exemplare des Spiels verkauft.